# فاسيل بيكوف
فاسيل أولادزيميرافيتش بيكوف (بالبيلاروسية: Васі́ль Уладзі́міравіч Бы́каў) (الروسية: Василь Влади́мирович Быков) (19 يونيو 1924 - 22 يونيو 2003) كاتب سوفيتي وبيلاروسي غزير الإنتاج للروايات حول الحرب العالمية الثانية. ويعتبر شخصية مهمة في الأدب السوفيتي والبيلاروسي.
رشحه الكثيرون لنيل جائزة نوبل في الأدب، منهم يوسف برودسكي وتشيسلاف ميلوش وغيرهم.

## حياته وعمله
ولد فاسيل بيكوف في قرية بيتشكي، القريبة من فيتيبسك في عام 1924. في عام 1941 كان في أوكرانيا عندما هاجمت ألمانيا الاتحاد السوفيتي. تم تجنيد بيكوف البالغ من العمر سبعة عشر عامًا في الجيش الأحمر، حيث تم تكليفه بحفر الخنادق. مع تقدم الحرب، انضم لاحقًا إلى القتال ضد الألمان، وترقى إلى رتبة ملازم أول. بعد الحرب، تم تسريح بيكوف، لكنه عاد لاحقًا إلى الجيش الأحمر، وخدم من 1949 إلى 1955.
ثم بدأ العمل كصحفي في صحيفة غرودنو برافدا. في نفس العقد بدأ نشر رواياته الأولى، ومن أشهرها «المحنة» و «المسلة» و «الذهاب وعدم العودة» و «العيش حتى شروق الشمس».
رواية «المحنة» ألهمت المخرجة لاريسا شيبيتكو لإخراج فيلم «الصعود» الذي صدر عام 1977 وفاز بجائزة الدب الذهبي في مهرجان برلين السينمائي الدولي السابع والعشرين.
أثناء وبعد البيريسترويكا، شارك في الحركة المؤيدة للإصلاح (على سبيل المثال الجبهة الشعبية لبيلاروسيا). في أكتوبر 1993، شارك في التوقيع على «خطاب اثنين وأربعين».
يكمن الإنجاز الأدبي لبيكاش في تصويره الواقعي الصارم، وإن كان متأثراً بالشعر الغنائي، وتصويره لمعارك الحرب العالمية الثانية، بشخصيات قليلة. وتكون تلك الشخصيات وسط المعارك الدامية والشرسة، يواجهون معضلات أخلاقية في مواجهة أعدائهم وداخل عالمهم السوفيتي المثقل بالقيود الأيديولوجية والسياسية. وأدى ذلك الأسلوب إلى اتهامه «بالإنسانية الزائفة» من قبل بعض جنرالات الجيش الأحمر وصحافة الحزب الشيوعي.

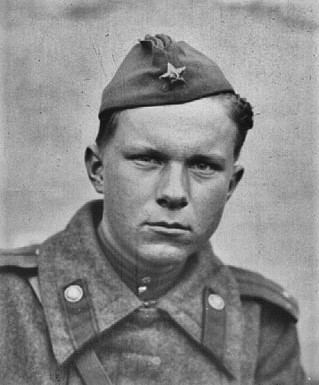
فاسيل بيكوف في رومانيا عام 1944

لكن أشادت المراجعات الأخرى بأسلوبه الأدبي الحاد. كتب مايكل جليني في مجلة بارتيزان ريفيو عام 1972: «فاسيل بيكوف كاتب شجاع للغاية ولا هوادة فيه». كان بيكوف واحدًا من أكثر الكتاب إثارة للإعجاب في الاتحاد السوفيتي. في عام 1980 حصل على اللقب الفخري للكاتب الشعبي لجمهورية بيلوروسيا الاشتراكية السوفيتية.
العديد من رواياته ترجمت للغة الإنجليزية مثل: «الموتى لا يشعرون بألم» 1965، «المحنة» 1970، «قطيع الذئاب» 1975، «علامة المصيبة». لكن تمت معظم الترجمات على أساس الترجمة الروسية. كتب بيكوف جميع أعماله بلغته الأم البيلاروسية، وقام بنفسه بترجمة العديد منها إلى الروسية.
ولا تزال مكانة فاسيل بيكوف في وطنه هائلة. كان معارضًا لنظام ألكسندر لوكاشينكو ومؤيدًا للجبهة الشعبية البيلاروسية، وقد عاش في الخارج لعدة سنوات (أولاً في فنلندا، ثم في ألمانيا وجمهورية التشيك)، لكنه عاد إلى وطنه قبل شهر من وفاته في عام 2003.

## جوائز
- وسام النجمة الحمراء (1944)

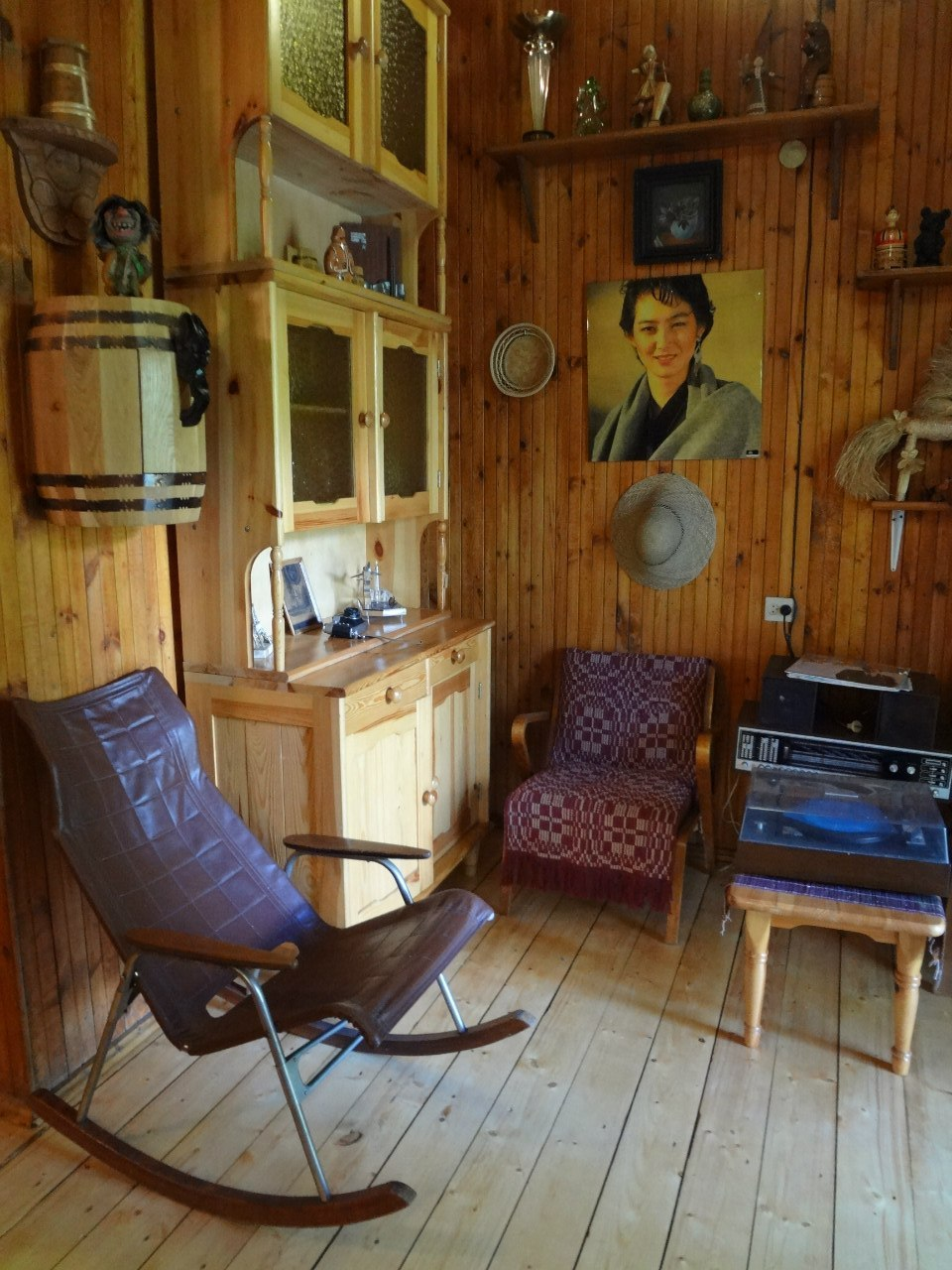
غرفة في متحف بيكوف

- جائزة جاكوب كولاس الحكومية لجمهورية بيلاروسيا الاشتراكية السوفيتية (لقصة «الصاروخ الثالث»، 1964)
- وسام الراية الحمراء للعمل (1974)
- جائزة الدولة السوفيتية (من أجل العيش حتى شروق الشمس، 1974)
- جائزة جاكوب كولاس الحكومية لجمهورية بيلاروسيا الاشتراكية السوفيتية (عن قصة «قطيع الذئاب»، «كتيبته»، 1978)
- كاتب الشعب في جمهورية بيلاروسيا الاشتراكية السوفيتية (1980)
- بطل العمل الاشتراكي (1984)
- وسام لينين (1984)
- وسام الحرب الوطنية من الدرجة الأولى (1985)
- جائزة لينين (عن علامة المصيبة، 1986)
- وسام الصداقة بين الشعوب (1994)
- وسام فرانسيسك سكارينا (بيلاروسيا، 1994)
- جائزة سان فالنتينو الذهبية الدولية (1998).

## كتب
- نعيق الغراب - 1960
- حركة الحصان - 1960
- الصاروخ الثالث - 1962
- أنشودة الألب - 1964
- ليلة واحدة - 1965
- المحنة - 1970
- المسلة - 1971
- العيش حتى شروق الشمس - 1973
- قطيع الذئاب - 1974
- كتيبته - 1975
- الذهاب وعدم العودة - 1978
- علامة المصيبة - 1983
- في الضباب - 1989
- الحائط - 1997
- الطريق الطويل إلى البيت - 2003